# Тревор (Секретные материалы)
«Тревор» (англ. «Trevor (The X-Files)») — 17-й эпизод 6-го сезона сериала
«Секретные материалы». Премьера состоялась 11 апреля 1999 года на телеканале FOX.
Эпизод принадлежат к типу «монстр недели» и никак не связан с основной
«мифологией сериала», заданной в первой серии.
Режиссёр — Роб Боумен, автор сценария — Джим Гаттридж, приглашённые звёзды — Джон Дил, Кэтрин Дент, Тьюзди Найт, Фрэнк Новак, Дэвид Бове, Лэмонт Джонсон, Кит Брансманн, Джерри Джиллз, Джеффри Шони.
В США серия получила рейтинг домохозяйств Нильсена, равный 10,4, который означает, что в день
выхода серию посмотрели 17,6 миллиона человек.
Главные герои серии — Фокс Малдер (Дэвид Духовны) и Дана Скалли (Джиллиан Андерсон), агенты ФБР, расследующие сложно поддающиеся научному объяснению преступления, называемые Секретными материалами.

## Сюжет
В эпизоде «Тревор» агенты Малдер и Скалли ищут беглого преступника из Миссисипи, который подозревается в убийстве своего тюремного надзирателя при загадочных обстоятельствах. Но при попытке его задержания агенты Малдер и Скалли обнаруживают, что он имеет сверхъестественную способность проходить сквозь твёрдые, электропроводящие предметы.